# ميفاستاتين
ميفاستاتين(بالإنجليزية: Mevastatin)‏ أول الأدوية التي تم اكتشافها من مجموعة الستاتين (أو مثبطات إنزيم HMG-CoA) وهي ادوية مخفضة للكوليسترول عام 1976. وقد تم استخلاصه من أحد أنواع العفن (Penicillium citrinum) ولم يتم تسويقه نهائيا.
لكن لاحقا تم اكتشاف لوفاستاتين وكان أول ستاتين يتم تسويقه.
حاليا يتم استخدامه كمادة أولية لتصنيع برافاستاتين.